# Culicoides austroparaensis
Culicoides austroparaensis är en tvåvingeart som beskrevs av Gustavo R. Spinelli 2005. Culicoides austroparaensis ingår i släktet Culicoides och familjen svidknott. Inga underarter finns listade i Catalogue of Life.